# Districts du Portugal
 (mars 2025).
Si vous disposez d'ouvrages ou d'articles de référence ou si vous connaissez des sites web de qualité traitant du thème abordé ici, merci de compléter l'article en donnant les références utiles à sa vérifiabilité et en les liant à la section « Notes et références ».
 (décembre 2014).
Le Portugal compte 18 districts sur sa partie continentale, qui portent tous le nom de leur capitale. Les îles portugaises n'ont plus de districts depuis 1976 et sont devenues des régions insulaires autonomes.
Les districts sont des divisions administratives de l'État central, qui y est représenté par un gouverneur.
La liste suivante, classée par ordre alphabétique des districts, montre leur(s) région(s) d'attachement.
| \| no \| District \| Région(s) \| \| -- \| ---------------- \| -------------------------- \| \| 12 \| Aveiro \| Centre, Nord \| \| 5 \| Beja \| Alentejo \| \| 17 \| Braga \| Nord \| \| 14 \| Bragance \| Nord \| \| 9 \| Castelo Branco \| Centre \| \| 11 \| Coimbra \| Centre \| \| 7 \| Évora \| Alentejo \| \| 6 \| Faro \| Algarve \| \| 10 \| Guarda \| Centre, Nord \| \| 2 \| Leiria \| Centre \| \| 1 \| Lisbonne \| Lisbonne, Centre, Alentejo \| \| 8 \| Portalegre \| Alentejo \| \| 16 \| Porto \| Nord \| \| 3 \| Santarém \| Alentejo, Centre \| \| 4 \| Setúbal \| Alentejo, Lisbonne \| \| 18 \| Viana do Castelo \| Nord \| \| 15 \| Vila Real \| Nord \| \| 13 \| Viseu \| Centre \| |                  |                            |
| no | District         | Région(s)                  |
| 12 | Aveiro           | Centre, Nord               |
| 5 | Beja             | Alentejo                   |
| 17 | Braga            | Nord                       |
| 14 | Bragance         | Nord                       |
| 9 | Castelo Branco   | Centre                     |
| 11 | Coimbra          | Centre                     |
| 7 | Évora            | Alentejo                   |
| 6 | Faro             | Algarve                    |
| 10 | Guarda           | Centre, Nord               |
| 2 | Leiria           | Centre                     |
| 1 | Lisbonne         | Lisbonne, Centre, Alentejo |
| 8 | Portalegre       | Alentejo                   |
| 16 | Porto            | Nord                       |
| 3 | Santarém         | Alentejo, Centre           |
| 4 | Setúbal          | Alentejo, Lisbonne         |
| 18 | Viana do Castelo | Nord                       |
| 15 | Vila Real        | Nord                       |
| 13 | Viseu            | Centre                     |

| no | District         | Région(s)                  |
| -- | ---------------- | -------------------------- |
| 12 | Aveiro           | Centre, Nord               |
| 5  | Beja             | Alentejo                   |
| 17 | Braga            | Nord                       |
| 14 | Bragance         | Nord                       |
| 9  | Castelo Branco   | Centre                     |
| 11 | Coimbra          | Centre                     |
| 7  | Évora            | Alentejo                   |
| 6  | Faro             | Algarve                    |
| 10 | Guarda           | Centre, Nord               |
| 2  | Leiria           | Centre                     |
| 1  | Lisbonne         | Lisbonne, Centre, Alentejo |
| 8  | Portalegre       | Alentejo                   |
| 16 | Porto            | Nord                       |
| 3  | Santarém         | Alentejo, Centre           |
| 4  | Setúbal          | Alentejo, Lisbonne         |
| 18 | Viana do Castelo | Nord                       |
| 15 | Vila Real        | Nord                       |
| 13 | Viseu            | Centre                     |

## Anciens districts

### Iles adjacentes
Les districts suivants ont été dissous en 1976 lors de la création des régions autonomes.
| Ancien district   | Région(s)                |
| ----------------- | ------------------------ |
| Angra do Heroísmo | Açores (région autonome) |
| Funchal           | Madère (région autonome) |
| Horta             | Açores (région autonome) |
| Ponta Delgada     | Açores (région autonome) |

### Anciens districts ultramarins

#### Angola
1. Bengo
2. Benguela
3. Bié
4. Cabinda
5. Cuando Cubango
6. Cuanza Nord
7. Cuanza Sud
8. Cunene
9. Huambo
10. Huila (Angola)
11. Luanda (province)
12. Lunda Nord
13. Lunda Sud
14. Malange
15. Namibe
16. Uíge
17. Zaire

#### Mozambique
1. Niassa
2. Cabo Delgado
3. Nampula
4. Zambézie
5. Tete
6. Manica
7. Sofala
8. Gaza
9. Inhambane
10. Lourenço Marques

#### Inde portugaise
1. District de Goa, dont le chef-lieu était Panaji
2. Damão
3. Diu

## Histoire
Jusqu'à 1835, les provinces portugaises étaient divisées en comarques. Les territoires de l'Empire colonial portugais en capitaineries.
La loi du 25 avril 1835 supprima la division en provinces et comarques et créa 17 districts continentaux et 4 sur les « Iles adjacentes » (appellation des archipels de Madère et des Açores de 1822 à 1975). Un administrateur-général était chargé de chaque district. Cette charge fut renommée gouverneur civil en 1840.
Ce système n'a connu par la suite que peu de modifications. Le siège du district de Lamego est devenu Viseu, en raison de sa position plus centrale. Le district de Setúbal a été créé en 1926. Les quatre districts insulaires (trois aux Açores et un à Madère) ont été supprimés à l'entrée en vigueur de la Constitution de 1976. Ces iles jouissent depuis lors d'un statut de région autonome.
La constitution de 1976 prévit la création de régions administratives en remplacement des districts, ces derniers subsistant de façon transitoire jusqu'à l'entrée en fonction des régions. Ce processus s'est cependant de fait arrêté après la réalisation d'un référendum en 1998 n'ayant pas réuni le quorum de 50 % d'électeurs (opposition de 64 %).

## Autre acception du terme
Au Portugal, le terme de district désigne également des divisions judiciaires de seconde instance, liés à un Tribunal da Relação. Ces districts, appelés de façon plus appropriée Districts judiciaires ou Districts de la Relation, sont au nombre de cinq : Porto, Coimbra, Lisbonne, Évora et Guimarães.